# Luigi Borsarelli di Rifreddo
Luigi Borsarelli, Barone di Rifreddo, Marchese (Torino, 9 ottobre 1856 – Settime, 19 maggio 1936), è stato un imprenditore e politico italiano.

## Biografia
Grande proprietario terriero di antica nobiltà piemontese, è stato consigliere, vicepresidente e presidente del Consiglio provinciale di Alessandria, deputato per otto legislature e senatore a vita dal 1919.
Padre del generale di brigata e atleta ippico Giulio Borsarelli, deceduto a Napoli il 22 dicembre 1941, per le ferite riportate in combattimento in Cirenaica.
Ha ricoperto gli incarichi di sottosegretario ai ministeri delle poste e degli esteri.
Fece parte della Massoneria.